# Nikola Šop
Nikola Šop (Jajce, 19. kolovoza, 1904. – Zagreb, 2. siječnja 1982.) bio je hrvatski književnik i prevoditelj.

## Životopis
Rođen je u Jajcu 19. kolovoza 1904. godine. U ranoj mladosti ostao je bez roditelja te je morao obavljati teške fizičke poslove u građanskim obiteljima kako bi se mogao školovati. Preselio se u Beograd, gdje je maturirao. Diplomirao je 1931. na Filološkom fakultetu (latinski i komparativnu književnost) te je obranio doktorsku disertaciju o Horaciju. U to vrijeme redovito je prevodio Vergilija, Ovidija, Tacita, Marcijala i Svetonija.
Nakon bombardiranja Beograda 1941. godine, kako bi spasio život, skače s drugoga kata, čime se teže ozlijedio. Seli se u Zagreb 1943. godine sa svojom suprugom Antonijom. Do kraja života ostao je nepokretan. Umro je 2. siječnja 1982. godine.

## Književna djela
Pjesničke zbirke:
- Pjesme siromašnog sina (1926.)
- Isus i moja sjena (1934.)
- Od ranih do kasnih pijetlova (1939.)
- Ranjeni galeb: pjesme šestorice Naklada "Hrvatski orač", Zagreb, 1942. (suautori Frano Alfirević, Salih Alić, Gustav Krklec, Vlado Vlaisavljević i Ivo Balentović)[4]
- Za kasnim stolom (1943.)
- Tajanstvena prela (1943.)
- Kućice u svemiru (1957.)
- Astralije (1961.)

## Počasti
- 1970. – Nagrada Vladimir Nazor za životno djelo
- U Jajcu se, u organizaciji HKD Napredak, održavaju Šopovi dani na Plivi.

### Članci
- Opačić, Petar. 2007. Sve/mirenje paralelnih svijetova Nikole Šopa. Crkva u svijetu. Sveučilište u Splitu - Katolički bogoslovni fakultet. Split. 42 (1): 118–137